# SQreté 5-0
SQreté 5-0 est une série télévisée québécoise en 26 épisodes de 25 minutes diffusée entre le 29 octobre 1993 et le 27 mai 1994 à TQS.

## Synopsis
« Ceci sont les aventures des policiers de la division 5-0. Leur mission; faire exploser la paix sociale, augmenter la diminution du crime et rallonger le bras de la justice. Quel que soit le crime, l'honnête citoyen peut enfin dormir en paix devant son téléviseur. Désormais, loi et ordre riment avec SQreté 5-0. »

## Distribution
- Denis Blaquière : Capitaine Gustave Brouillard et Jean-Marc Chahut
- Claude Paré : Caporal Patrick « Pat » Pépin et Henri-Paul Frappier
- Normand Lévesque : Constable Robert « Bob » Allard
- Élyse Marquis : Constable Roch(e) Forest
- Jacques L'Heureux : Dangereux maniaque
- Paul Buissonneau : Ministre de la Sécurité publique
- Paul Sarrasin : lui-même
- Chantal Baril : Mme Henri-Paul Frappier
- Robert Bouchard : M. Dupuis, T. Deware
- Danielle Proulx : Pétunia Clark
- Patrick Labbé : frère de Roch(e) Forest
- Sylvain Massé : rôle inconnu
- Maka Kotto : rôle inconnu
- Jean-Emery Gagnon : rôle inconnu
- Steve Banner : Torquemada Von Stuka
- Guy Nadon : Vincent Van Hogue (peintre de l'émission des barres de couleur)

## Fiche technique
- Scénarisation : Benoît Dutrizac, Claude Paré, Denis Blaquière, Sylvain Laforêt, Yves St-Arnaud
- Réalisateurs : Patrice Sauvé et France Bertrand
- Société de production : Pixart

## Liste des épisodes (incomplète)
- L'Emballeur de Boston
- Le Fantôme de TQS
- Le Pacte Jurassiste
- Le Silence des cochons
- Le Tueur d'écureuils
- L'Hypnotiseur
- Attraction papale
- Basilic instinct
- Fenêtre sur cours (de danse)
- La Grosse affaire
- La Mort est en beauté
- La Poupée maléfique
- L'OVNI
- La Bouleshit

## Faits amusants
- La devise sur leurs plaques est: "Quot Capita Quot Matrax" ("il y a autant de tête qu'il y a de matraque") provient tout probablement de "Quot capita, tot sensus" (Il y a autant d'opinion qu'il y a de tête).
- Au lieu d'avoir des gyrophares sur le toit de leurs voitures de patrouille, elles étaient équipées d'une enseigne de barbier.